# Hillel Seidman
Hillel Seidman, również Zajdman (jid. ‏הלל זיידמאן‎, ur. 1907 lub 27 listopada 1915 w Skałacie lub Buczaczu, zm. 28 sierpnia 1995 w Nowym Jorku) – rabin, żydowski ortodoksyjny dziennikarz, pisarz, publicysta i działacz polityczny związany z partią Agudat Israel.

## Życiorys
Pochodził z zamożnej rodziny chasydzkiej. Uzyskał edukację religijną, następnie podjął studia na Uniwersytecie Warszawskim, gdzie jednym z jego wykładowców był Majer Bałaban. W 1939 roku uzyskał stopień doktora filozofii, odbył również studia rabinackie w Instytucie Nauk Judaistycznych w Warszawie.
Mieszkał w Warszawie, gdzie pracował jako kustosz w Muzeum Starożytności Żydowskich przy Gminie Wyznaniowej Żydowskiej, od 1937 roku był również kierownikiem archiwum gminy, a następnie kierownikiem jej wydziału spraw religijnych. W Sejmie III kadencji pracował jako sekretarz klubu poselskiego Żydowskie Stronnictwo Ortodoksyjne – „Agudas Jisroel”. Od 1930 roku był także kierownikiem działu świeckiego Centralnej Organizacji Oświatowej „Chorew” oraz członkiem egzekutywy młodzieżówki Agudy, Ceirej Agudas Isroel. Działał również w Po’alej Agudat Jisra’el. W 1939 roku objął mandat radnego warszawskiej rady miejskiej.
Był redaktorem i czołowym publicystą ortodoksyjnych dzienników „Der Jud” i „Dos Jidisze Togblat”. Współpracował także z gazetami „Der Moment”, „Głos Gminy Żydowskiej” i „Chwila”. Był współpracownikiem Rubina Feldszuha, z którym redagował Jidiszer gezelszaftlecher leksikon. Był autorem licznych publikacji historycznych i religijnych, w 1936 roku wszedł w polemikę ze Stanisławem Trzeciakiem na temat uboju rytualnego. Zajmował się także tłumaczeniami, przełożył m.in. Au pieds du Sinai Georgesa Clemenceau oraz Le Juif errant Alberta Londresa. Publikował w języku polskim, hebrajskim, jidysz i angielskim. 
Podczas II wojny światowej został uwięziony w getcie warszawskim, gdzie kontynuował pracę jako archiwista i sekretarz w Judenracie. Zaangażował się również w życie kulturalne getta, brał udział w rozmowach dotyczących utworzenia w getcie tajnego nauczania. Współpracował z gadzinówką „Gazeta Żydowska”. W 1943 roku uzyskał fałszywy paszport paragwajski, następnie został uwięziony na Pawiaku, skąd wywieziono go do obozu internowania w Vittel. Według części źródeł doczekał w obozie wyzwolenia przez armię amerykańską w sierpniu 1944 roku, Zofia Borzymińska podaje jednak, że trafił jeszcze do obozu w Drancy. Po wyzwoleniu przebywał w Paryżu, gdzie zaangażował się w działalność pomocową dla Szerit ha-Pleta.
W 1946 roku wyjechał do Stanów Zjednoczonych i zamieszkał w Nowym Jorku. Pracował jako korespondent gazet izraelskich i żydowskich, współpracował m.in. z gazetami „Jidisze Woch”, „Der Tog”, „Haboker”, „Hamodia” i „Hadoar”. W 1947 roku opublikował swój dziennik z czasu pobytu w getcie warszawskim, Dos togbuch fun Warszewer geto. W Stanach Zjednoczonych również był działaczem Agudat Israel. Był przewodniczącym Jewish Nazi Victims Organization of America. Przez dwa lata miał także mieszkać w Jerozolimie, gdzie pełnił funkcję dyrektora generalnego w Ministerstwie Opieki Społecznej kierowanym przez Izaaka Meira Lewina.
W 1950 roku wziął ślub z Sarą Abraham, miał trzy córki i syna.
W 1984 roku otrzymał doktorat honoris causa Yeshiva University.